# Pentastemonodiscus monochlamydeus
Pentastemonodiscus monochlamydeus är en nejlikväxtart som beskrevs av K. H. Rechinger. Pentastemonodiscus monochlamydeus ingår i släktet Pentastemonodiscus och familjen nejlikväxter. Inga underarter finns listade i Catalogue of Life.